# جاك بيتر
جاك بيتر (بالإنجليزية: Jack Angus)‏ (12 مارس 1909 في المملكة المتحدة - 1 يناير 1965) هو لاعب كرة قدم بريطاني (وحمل سابقاً جنسية المملكة المتحدة لبريطانيا العظمى وأيرلندا) في مركز الدفاع. لعب مع سكونثورب يونايتد ونادي إكزتر سيتي ووولفرهامبتون واندررز.